# Société Anonyme, Inc.
Société Anonyme, Inc. var en kunstnerorganisation som blev dannet i New York i 1920 af Katherine S. Dreier, Man Ray og Marcel Duchamp.
Gruppen organiserede mange udstillinger, oplæsninger, koncerter og symposier om det moderne samfund og offentliggjorde desuden publikationer. Fra 1920 til 1940 arrangerede gruppen omkring 80 udstillinger, blandt andet den vigtige International Exhibition of Modern Art 1926 i Brooklyn Museum of Art.
Man Ray valgte navnet "Société Anonyme" som han havde set i et fransk magasin og troede betød en anonym organisation, mens det snarere betyder organisation eller firma. Da misforståelsen senere gik op for ham tilføjede han det tilsvarende engelske udtryk: "Inc." med nogenlunde samme betydning for at skabe en slags dobbeltkonfekt: en dadaistic redundance, dadaistisk redundans : "Corporation, Inc.".
Société Anonyme, Inc.'s kontor i New Jersey lukkede 1928, men Dreier fortsatte med at organisere begivenheder og at forøge kunstsamlingen, som hun 1941 gav til Yale University Art Gallery. På 30-års dagen for den første udstilling 30. april 1950 gav Dreier og Duchamp middag på New Haven Lawn Club, hvor organisationen formelt blev opløst.

## Literatur
- Ruth L. Bolan: The Societe Anonyme: Modernism for America (Yale University Art Gallery), Yale University Press, 2006, ISBN 978-0-300-10921-4
- Werner Hofmann: Die Moderne im Rückspiegel: Hauptwege der Kunstgeschichte. C.H.Beck, München 1998, ISBN 3-406-43540-8